# Théâtre du Puy-en-Velay
Le théâtre du Puy-en-Velay est un édifice situé dans la commune du Puy-en-Velay, dans la Haute-Loire en région Auvergne-Rhône-Alpes.

## Histoire
Le théâtre est conçu selon le modèle du théâtre à l'italienne et est représentatif des constructions publiques du XIXe siècle. Il a conservé presque intégralement la totalité de ses dispositions d'origine et dispose d'un décor peint.
Construit par Armand Moisant, décoré par Joseph Bernard, Charles Maurin et Eugène Assezat de Bouteyre, il est inauguré le 8 juillet 1893 par Raymond Poincaré alors ministre de l'instruction publique et des beaux arts qui décora à cette occasion des palmes académiques les 3 décorateurs.
Le théâtre, y compris sa machinerie et le foyer, est inscrit au titre des monuments historiques par arrêté du 30 septembre 1991.